# Groene Kruisgebouw (Tweede Exloërmond)
Het Groene Kruisgebouw, annex brandweerkazerne, is een monumentaal pand in de Drentse plaats Tweede Exloërmond.

## Beschrijving

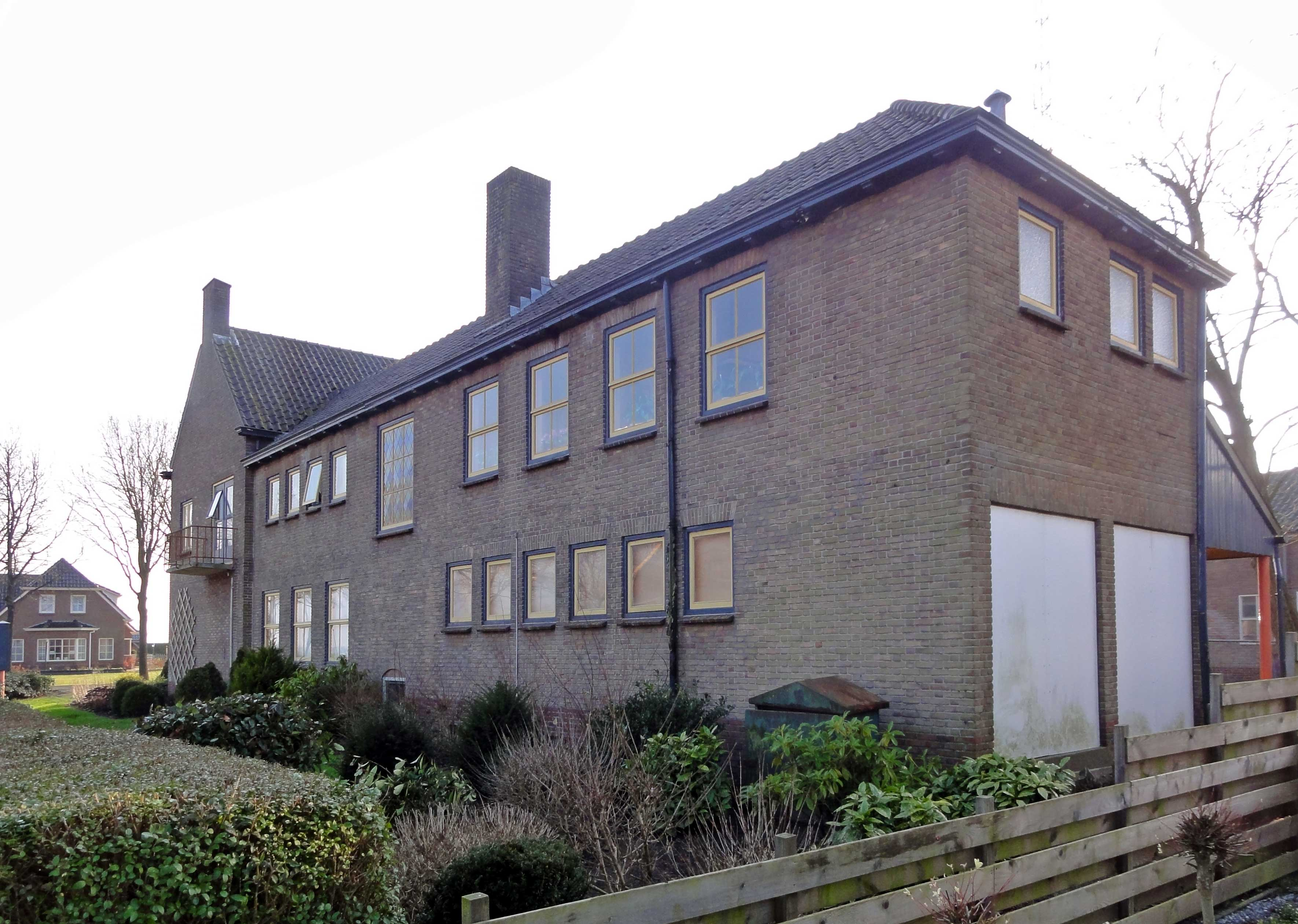
Het gebouwencomplex vanaf de achterzijde gezien

Het voormalige Groene Kruisgebouw annex brandweerkazerne en badhuis aan het Zuiderdiep in de Tweede Exloërmond werd in 1954 ontworpen door het architectenbureau Prummel te Musselkanaal. Eigenaar van het bureau was de in de Tweede Exloërmond geboren architect Klaas Prummel. Het gebouwencomplex behoort tot de latere werken van Prummel. Bij de vormgeving heeft hij gebruikgemaakt van een aan de Delftse School verwante bouwstijl. Het gebouw is erkend als een provinciaal monument vanwege onder meer de cultuurhistorische, architectuurhistorische en de stedenbouwkundige waarde. Het gebouw is een symbool van de geschiedenis van de gezondheidszorg in het veenkoloniale gedeelte van de provincie Drenthe. Ook de gaafheid, de zeldzaamheid en de markante ligging van dit utiliteitscomplex speelden een rol bij deze toewijzing.
Na de schaalvergroting in de maatschappelijke gezondheidszorg, waarbij de kruisverenigingen onderdeel werden van Thuiszorg Drenthe en later van Icare en daarmee onderdeel van de Espria werden de plaatselijke Groene Kruisgebouwen voor een groot deel afgestoten. Ook het gebouw in de Tweede Exloërmond verloor zijn oorspronkelijke bestemming en kwam in particuliere handen.